# Рубинов, Анатолий Захарович
Анато́лий Заха́рович Руби́нов (Абрам За́лманович, 6 февраля 1924, Смоленск — 9 мая 2009, Москва) — советский и российский журналист, публицист, писатель.

## Биография
Родился в 1924 году в Смоленске.
Восемнадцатилетним юношей ушёл на фронт, был младшим авиаспециалистом 94-го бомбардировочного авиационного полка. Писал заметки в дивизионную многотиражку «Отвага», куда его в 1944 году направили на работу. После войны работал в многотиражных газетах «Жилищный работник» и «Коммунальный работник», одновременно публиковался в городских газетах. В 1951 году заочно окончил Московский полиграфический институт. Три года работал в «Вечерней Москве», а затем 33 года вел отдел социально-бытовых проблем в «Литературной газете». Был постоянным автором журнала «Журналист».
Был членом Союза журналистов, Союза писателей, автор трёх десятков книг.
Анатолий Рубинов — основатель Общества потребителей России, основатель «Телефона доверия», основатель в России «служб брачных знакомств». В частности, благодаря его усилиям более чем на 10 лет была отложена система повременной оплаты за телефонные переговоры, введен почтовый индекс, все продукты в стране маркируются — указываются даты изготовления, срок годности и состав.
Выступал в поддержку перехода СССР на летнее и зимнее время (такой переход стал ежегодным начиная с 1981 года, но в 2014 окончательно отменён).
В последние годы писал новую книгу «Ю», также готовил к печати второй том нашумевшей в 1990-е годы книги «Интимная жизнь Москвы».
В марте 2008 перенёс инфаркт, почти месяц пролежал в больнице. Скончался вечером 9 мая 2009 года на 86-м году жизни. Похоронен 13 мая на Перловском кладбище.

## Сочинения
- Друзья повсюду. — М., 1959.
- Я знаю все! — М., 1965.
- Отчего горожанину некогда — М., 1975.
- Такси! Такси! — М., 1975.
- Лестница престижа — М., 1978.
- «Операции» без секретов. — М.: Мысль, 1980.
- Со служебного входа — М.: Моск. рабочий, 1980.
- Если бы директором был я (на восьми языках) — М., 1983.
- За окном — М., 1986.
- Семья, одиночество, любовь… — М.: Сов. Россия, 1986.
- Кардиограмма очереди. — М.: Моск. рабочий, 1988.
- Откровенный разговор в середине недели. Очерки. — М.: Сов. писатель, 1990.
- Сандуны. — М., 1990.
- Интимная жизнь Москвы. — М., 1991.
- Частная жизнь журналиста. — М.: Экономика, 1994.
- Moskau intim — Berlin, 1994.
- Самый лучший Страдивари — М., 1995.
- Веселые похоронные истории — М., 2005.
- История бани. — М., 2006.
- История трех московских магазинов — М., 2007.
- Такова еврейская жизнь — М., 2007[8].
- Секреты журналистики (Социальный корреспондент)(в соавторстве с Вяч. Басковым). — М.: ИКАР, 2008.
- Мы жили так… Необычайные приключения россиян при социализме и после. — М.: Новая газета, 2009.
- Аудиокнига «История московских бань» (в соавторстве с В. Гиляровским). Общее время звучания 6 ч. 12 мин. — 2009.
- Ю — М.: Адвансед Солюшнз, 2010.
- Диагноз: Россия (в соавторстве с Вяч. Басковым). — М.: ИКАР, 2011.
- Интимная жизнь москвичей — М.: ИКАР, 2012.
- Грехи молодости — М.: ИКАР, 2012.
- Святого Матфея ищет милиция — М.: ИКАР, 2012.
- Малоизвестный А. Р. — М.: ИКАР, 2013.
- Что почём? — М.: ИКАР, 2014.

## Награды и звания
Четырежды лауреат премии «Литературной газеты», трижды лауреат премии журнала «Огонёк», лауреат премий Союза журналистов СССР, Конкурса репортёров, Конкурса Союза журналистов Москвы, обладатель премии Международного конкурса юмора и сатиры имени Алеко. За свою работу в печати Анатолий Рубинов был награждён двумя орденами «Знак почёта».